# 鵜沼城
鵜沼城（うぬまじょう）は、岐阜県各務原市鵜沼南町7-23にあった室町時代から安土桃山時代にかけての日本の城。木曽川の北岸にある天然の岩山・城山（じょうやま）に存在していた。尾張犬山城は木曽川の対岸にある。別名には宇溜間「ウルマ」という読みの漢字の他、志水山霧ヶ城がある。

## 歴史
築城されたのは永享年間（1429年 - 1440年）で、築城者は大沢利治という。大沢氏は土岐氏や斎藤氏に仕え、この地方に勢力をもっていたという。
戦国時代中期の永禄7年（1564年）、尾張国の織田信長は木下藤吉郎（豊臣秀吉）に鵜沼城と伊木山城の攻略を命じるが、鵜沼城主の大沢治郎左衛門は強く抵抗。藤吉郎の調略によって治郎左衛門は降伏する。信長は降伏した治郎左衛門の変心を恐れ殺害を企てるが、藤吉郎の計らいで治郎左衛門は逃がされたといわれる。
その後、鵜沼城は犬山城主の池田恒興に与えられ、恒興が国替えになった後は中川定成が犬山城に入り、同時に鵜沼城も支配した。
小牧・長久手の戦いの中、1584年（天正12年）3月13日、秀吉勢の池田恒興は、東美濃へ向かうと見せかけて旧領である鵜沼城に入城、中川定成が留守なことを利用して犬山城を攻略する。かつての居城ということもあり短時間で攻め落とした（犬山城の戦い）。その後鵜沼城は廃城となった。

## 現在
名鉄線犬山橋のすぐそばにある小高い岩山（城山）が城址である。
廃城後、地区の共有林となっていた。昭和5年頃に個人の別荘が建てられたが、すぐに犬山の料理旅館が借り、別館として使用された。太平洋戦争後はアメリカ軍に接収され、軍隊専用のクラブとして使用された。
アメリカ軍から建物が返還されると、城山荘という旅館兼レストランとなったが、昭和47年12月火災のため閉館し廃墟化。2002年に地元民の長年の要望により廃墟は撤去された。山自体は各務原市の所有地になり、整備して公園化する計画が進んでいるが、麓は私有地であり立ち入りはできない。
各務原市は木曽川を望む城山（同市鵜沼南町7）に歴史公園「城山公園」（仮称）を整備するため、約９１００万円の事業予算案を９月定例市議会に提案する。市は「遅くとも２０２３年度中に公園を完成させたい」と話している。”(2018年8月28日の毎日新聞：中日新聞から）
昭和50年代までは、国道の西側に堀と土塁が残存していたが、開発によってほとんど失われた。山頂には大沢一族の碑があるといわれている。

## 沿革
- 1429年-1440年 - 鵜沼のあたりを治めていた大沢利治によって築城。
- 1564年 - 尾張国を統一した織田信長が美濃侵攻。家臣の木下藤吉郎が調略し、城主大沢次郎左衛門は降伏。尾張方の城となる。
- 1570年 - 池田恒興が犬山城主となるのに伴い付城となる。
- 1574年 - 池田恒興が小里城御番手となる。犬山城主が中川定成となるのに伴い付城となる。
- 1584年3月13日 - 小牧・長久手の戦いにおいて、秀吉方・前城主池田恒興は徳川方・中川定成が留守の犬山城を攻略する。この際足掛かりとして鵜沼城が使用されたが、このとき廃城となる。
- 1927年 - 愛知県の政治家で、犬山橋建設に尽力した三輪市太郎[注 1]が別荘を城山内部や頂上に建てる。
- 1930年 - 三輪の死去により、旅館・彩雲閣[注 2]の別館となる。
- 1945年 - 終戦に伴う米軍の進駐により接収され、クラブとなる。
- 1950年3月 - 別館が頂上に増築される。
- 1953年頃 - 進駐軍より日本人の手に渡り料理旅館・城山荘となる。
- 1972年12月15日 - 別館より出火し、別館2棟が全焼[4]。
- 1982年 - 麓に存在したスナック「城」の経営者とその夫で麻雀荘経営者が城山荘経営者に刺され、妻が死亡する。スナックは経営者の所有で、賃貸料でトラブルが発生していたと見られている。経営者が逮捕されたことで、城山荘は愛知県の都築紡績の手に渡る。これ以降都築紡績の経営不振により管理されなくなる[4]。
- 2002年 - 各務原市土地開発公社が都築紡績より城山荘廃墟含む城山約1万3000m²を1億円で買い取り、麓の土地約6000m²を2社より寄付される。このとき城山荘廃墟が取り壊される。
- 2018年10月 - 岐阜簡易裁判所の調停により、寄付された土地が明確となる。
- 2019年8月26日 - 各務原市が建物を撤去しない2社に対し、提訴する方針を固める。